# RBX
Eric Dwayne Collins lepiej znany pod pseudonimem RBX (skrót od Reality Born X) to amerykański raper i piosenkarz R&B pochodzący z Long Beach w Kalifornii.

## Kariera w Death Row Records
W 1992 roku RBX razem ze swoimi kuzynami Snoop Doggiem, Daz Dillingerem i grupą Tha Dogg Pound dołączył do wytwórni Death Row Records, lecz nie wydał tam ani jednego albumu. W 1992 roku wystąpił na debiutanckim albumie Dr. Dre zatytułowanym The Chronic.

## Dyskografia
Opracowano na podstawie źródła.
- The RBX Files (1995)
- No Mercy, No Remorse (1999)
- Ripp Tha Game Bloody: Street Muzic (2004)
- The Shining (2005)
- Broken Silence (2007)